# Spätpappel bei Büderich
Die Spätpappel bei Büderich befindet sich im linksrheinischen Stadtteil Büderich in der nordrhein-westfälischen Stadt Wesel direkt am Rheindeich. Der mächtige, die Landschaft prägende Einzelbaum ist als Naturdenkmal geschützt. Mit einem Stammumfang von 8,85 Metern, in einem Meter Höhe sogar von über zehn Metern, ist er der stärkste Baum im Rheinland sowie die dickste Pappel in Deutschland.
Der vermutlich um das Jahr 1750 gepflanzte, knapp 35 Meter hohe Baum ist krank und weist starke Beschädigungen auf, nachdem er in den vergangenen Jahrzehnten wiederholt schwerwiegende Astabbrüche erlitten hat. Den hohlen Stamm prägt ein großes, charakteristisches Loch. Ob die Pappel auch zukünftig erhalten werden kann, ist ungewiss.

## Lage, Beschreibung und Geschichte
Bei der Büdericher Pappel handelt sich um eine Spätpappel. Dies ist die Kulturform Serotina der Kanadischen Pappel, die eine Hybride aus der Kanadischen Schwarz-Pappel (Populus deltoides) und der Europäischen Schwarz-Pappel (Populus nigra) ist. Sie steht im Stadtteil Büderich der Stadt Wesel (Kreis Wesel), zwischen den Ortschaften Büderich und Perrich. Sie befindet sich direkt am Rheindeich im Rheinvorland, nordöstlich des Pavershofes am Perricher Weg. Nordöstlich wird sie von einem kleinen Hain umgeben. Sie ist Bestandteil des Naturschutzgebietes „Rheinaue zwischen Büderich und Perrich“, Teil des FFH-Gebietes „NSG Rheinvorland bei Perrich“ (Natura 2000-Nummer DE-4305-303) und des EU-Vogelschutzgebietes „VSG Unterer Niederrhein“ (Natura 2000-Nummer DE-4203-401).
Der Ursprung des Baumes ist nicht geklärt. Der Kreis Wesel gibt das Alter der Spätpappel mit über 250 Jahren an, was eine Pflanzung um das Jahr 1750 oder kurz zuvor vermuten lässt. Stefan und Uwe Kühn vom Deutschen Baumarchiv wiederum schätzten 2004 das Alter auf 130 bis 180 Jahre, wonach die Pappel um das Jahr 1850 gepflanzt worden wäre. Es handelt sich damit um ein für eine Pappel außergewöhnlich altes Exemplar.
Aufgrund ihres Alters und mehrerer Sturmereignisse sind der Spätpappel mehrere Äste abgebrochen. Die auffälligste Abbruchstelle befindet sich in rund zwei Metern Höhe, wo nun ein großes, auffälliges Loch den Stamm prägt. Um das Risiko weiterer massiver Abbrüche zu reduzieren, wurde die Baumkrone 1992 stark beschnitten. Dennoch hat die Pappel durch Stürme in den letzten Jahren weitere Äste verloren. Der niedrigste Starkast zweigt mittlerweile in einer Höhe von etwa acht Metern vom Stamm ab. Die Spätpappel ist durch einen Pilzbefall betroffen, weshalb der Stamm gänzlich ausgehöhlt ist.
Die Spätpappel ist aufgrund ihrer Seltenheit und Schönheit in dem im Mai 2009 in Kraft getretenen Landschaftsplan der Stadt Wesel mit der Kennung ND 31 als Naturdenkmal geschützt.